# 麝雉
麝雉（學名：Opisthocomus hoazin）是熱帶的一種鳥類，生活在南美洲亞馬遜盆地及奧利諾科盆地的沼澤、森林及紅樹林。它們是麝雉屬下的唯一物種，而麝雉屬則是麝雉科下的唯一屬。此科的分類位置备受爭議，仍未有所定論。麝雉的大小如雉雞，長約65厘米，頸長頭小。它們呈褐色，下身淡色，面部沒有羽毛及呈藍色，眼睛呈栗色，頭上有紅褐色的尖冠。雛雉的翼指上有爪。它們是草食性的，主要吃葉子及果實，消化系統有特大的嗉囊，可以有瘤胃的作用。它們有強烈的氣味，可能是因食葉所致。

## 分類及演化

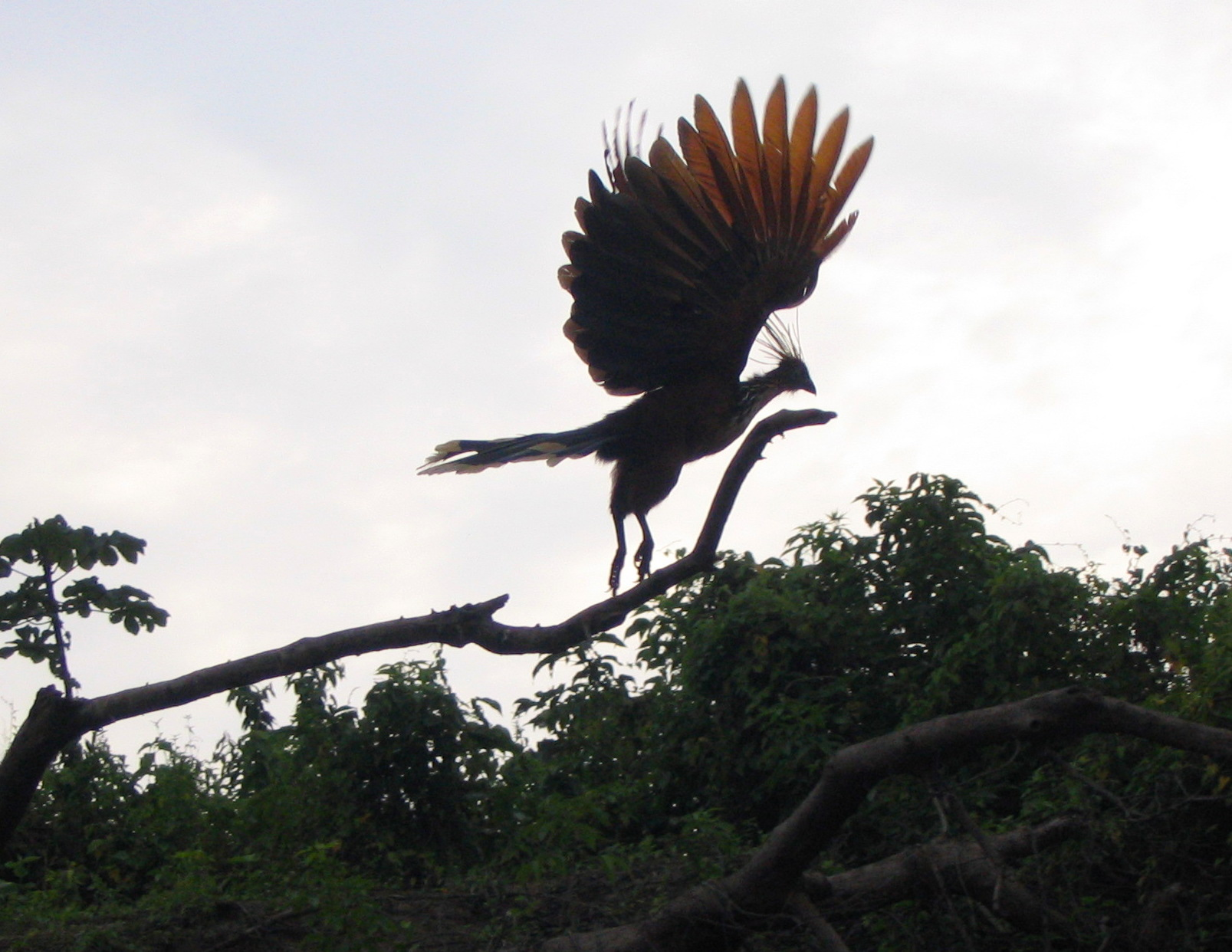
正在飛行的麝雉。

麝雉最初是由菲利普·路德維希·施塔蒂烏斯·米勒於1776年描述。
麝雉的種系發生學關係非常神秘。現時並沒有最適合的演化假說，而在DNA序列數據下使得情況更差。
有關麝雉及其他鳥類的關係被受爭議。由於關係疏遠，故它們有自己的科及亞目。在不同時間，它們與形目、雞形目、秧雞科、鴇、叫鶴科、沙雞科、鳩鴿科、蕉鵑、其他鵑形目及鼠鳥目有關。綜合而言，它們經常被指與雞形目、蕉鵑或犀鵑科有關。

### 爭議歷史
將麝雉列入雞形目只是傳統上根據形態的做法，現今認為並不可靠及不予接納。雞形目與水禽屬於雞雁小綱，但麝雉卻不是。就骨骼特徵的支序分類學研究發現麝雉應屬於叫鶴科，較為疏遠蕉鵑及杜鵑科。不過，杜鵑科是對趾的，蕉鵑是半對趾的，而麝雉則是不等式足的（三趾向前，一趾向後）。

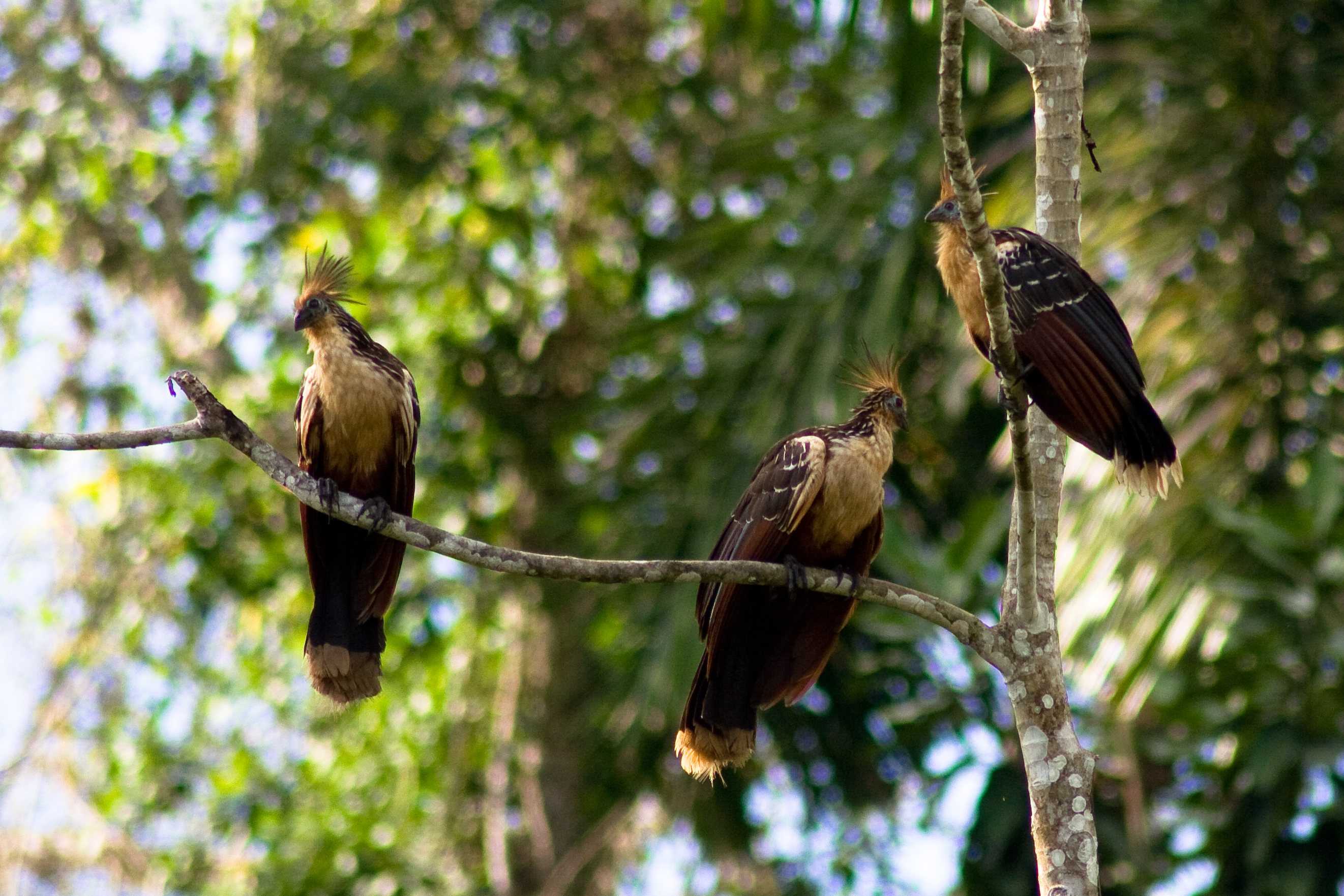
在秘魯的麝雉。

1990年的鳥類DNA分類系統根據DNA-DNA雜交認為麝雉很有可能是杜鵑科的基底。1994年的粒線體DNA細胞色素b研究與鳥類DNA分類系統有相同的結果。後來於1999年基於6組粒線體DNA及1組細胞核DNA序列的研究則指麝雉應屬於蕉鵑。
2003年基於利用了較長粒線體DNA及細胞核DNA的研究結果，有指上述的實驗方法、樣本數量及DNA測序上都存在著問題，故麝雉並非蕉鵑及杜鵑科的近親。研究結果更指很難測定麝雉的近親，它們只是傾向屬於鳩鴿科，但準確度只少於10%。
於2004年，基於β纖維蛋白原內含子7序列有建議將今顎總目進行二分法。這個建議將麝雉分類為Metaves分支的基底成員，這個分支是一個新建議的分支包含了所有傳統上分類有問題的鳥科，如火烈鳥、鷿鷈科、鸏屬、沙雞科及擬鶉科。雖然鳩鴿科也被建議到此分支內，但卻與麝雉沒有關係。

### 化石紀錄
已確定的麝雉化石紀錄是一個顱後骨，編號UCMP42823。這個化石源自於中新世，是在哥倫比亞馬格達萊納河谷發現。雖然它被分類到另一屬Hoazinoides中，但很明顯同屬於麝雉科之下。這個顱骨較現今麝雉的圓及短小。發現此顱骨的時候盛行將此屬與雞形目拉上關係，但現卻被受爭議。Hoazinoides有可能是演化的分支點。法國發現屬於始新世晚期或漸新世早期的Filholornis有可能是麝雉及其他雞形目之間的中間生物。不過，雖然分析了多個資料，但仍未能確定麝雉的遠親。麝雉目的成立正好反映了這些不明朗的地方。

## 特徵
麝雉的大小如雉雞，全長約65厘米，頸長頭細小。其面部呈藍色及沒有羽毛，眼睛呈栗色，頭上有紅褐色的尖冠。尾巴很長及呈褐色，尖端闊而呈淡黃色。上身呈深褐色，翼底端、展翅及頸背呈淡黃色。下身呈淡黃色，肛周、飛羽及兩側呈紅栗色，但只有在展開雙翼時才可見到。它們以麝為名，是因為它們有一陣因消化系統造成像糞便的氣味。
麝雉大分嘈吵，會發出多種沙沙的叫聲。這些叫聲很多時會在身體活動時發出，如展翅等。叫聲可以用來維繫彼此間的溝通，警報危險及雛鳥要求食物。

## 行為

### 覓食

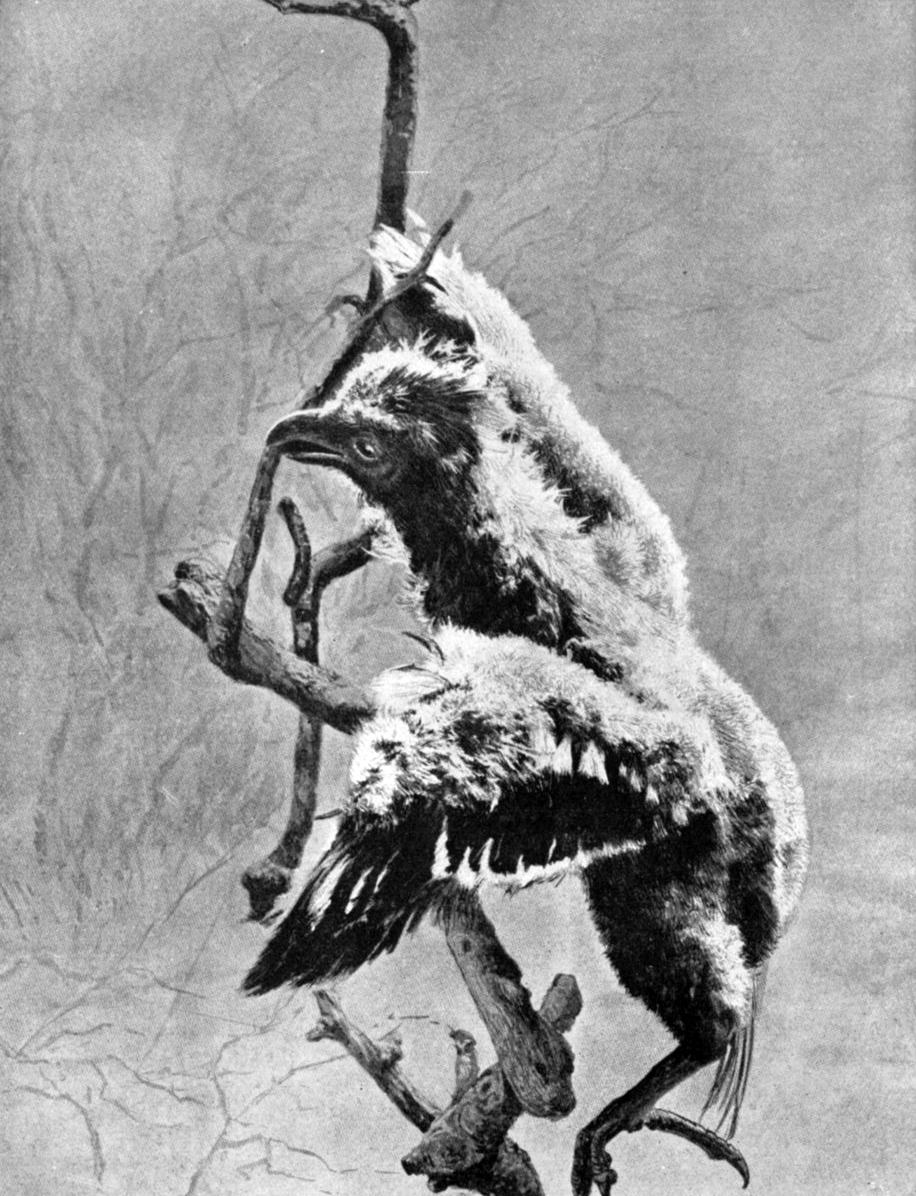
雛生的麝雉翼指上有爪，在雙翼未有足夠強度飛行前可以抓住樹枝。

麝雉吃葉子至果實及花朵。它們會逗留在樹枝之上，頗為馴服。它們會用嗉囊下的皮革質的腫塊來幫助平衡。人們曾一度以為它們只吃天南星科及海欖雌科的葉子，但它們其實是會吃50種以上植物的葉子。在委內瑞拉的一項研究就發現它們的飲食有82%是葉子，10%是花朵及8%是果實。
麝雉的消化系統是鳥類中獨有的。它們像歐洲牛及其他反芻動物，在食道前部會用細菌發酵來分解植物。不過它們沒有反芻動物的瘤胃，而是以嗉囊來發揮同一功用。它們的嗉囊很大，取代了飛行用的肌肉及胸骨的龍骨突，因而限制了它們的飛行能力。由於它們食用的葉子中含有芳香族化合物，加上細菌發酵，使它們發出一陣像糞便的氣味。它們並不會主動覓食昆蟲或其他動物。

### 繁殖
麝雉的繁殖是季節性的，會於雨季繁殖。它們是群居的，但只會以小群生活。鳥巢是以樹枝築成，並築在樹上。它們每次會生2-3隻鳥蛋。雛鳥會吃反芻出來的食物，其雙翼上有兩隻爪。受到騷擾時，雛鳥會逃入水中躲避掠食者，並會待安全時用爪攀樹回到巢中。這令人聯想起始祖鳥，但它們的是獨有衍徵，可能是一種回歸恐龍的返祖現象。這種翼爪在牠們成長換毛後會脫落。
不過也有人認為麝雉各種異於現生鳥類的特徵，比較像鳥類裡較原始的種族，跟哺乳類裡的鴨嘴獸的情況相似。

## 與人類關係
麝雉並非瀕危物種，比其他當地的特有種生存能力更強。在巴西，一些部落會採集它們的鳥蛋作為食物，但因其臭味很少會獵殺它們。雖然其棲息地的紅樹林及河流森林正在消失，但情況比亞馬遜盆地的地菲爾梅森林（terra firme forest）理想。所以麝雉在其分佈地的數量也算普遍。
麝雉是圭亞那的國鳥。

## 外部連結
- Cornell Lab of Ornithology（页面存档备份，存于）
- Internet Bird Collection（页面存档备份，存于）
- saveamericasrainforests.org（页面存档备份，存于）
- treknature.com（页面存档备份，存于）
- VIREO（页面存档备份，存于）